# Hugo Lippi
Hugo Lippi (* 2. Mai 1977 in Portsmouth) ist ein anglo-französischer Jazzmusiker (Gitarre).

## Leben und Wirken
Lippi wuchs in der Nähe von Le Havre auf. Mit zehn Jahren erhielt er Gitarrenunterricht. Bereits im Alter von 17 Jahren wurde er professioneller Musiker und trat in den Clubs und Konzertsälen der Normandie auf.
1998 zog Lippi nach Paris, wo er dem Kollektiv Nuits Blanches du Petit Opportun beitrat und bald in den Jazzclubs Arbeit fand. Es kam zu Auftritten mit Michel Legrand, Marcel Azzola, Christian Escoudé, Alain Jean-Marie, Fabien Mary, China Moses, Sarah McKenzie, Pierre Boussaguet, Pierrick Pédron, André Ceccarelli, Sara Lazarus, Stéphane Belmondo, Julien Lourau, Sylvain Luc, Rick Margitza und Patrick  Artero. Er spielte auf dem Montreux Jazz Festival, dem North Sea Jazz Festival und bei Jazz à Marciac und tourte in Mitteleuropa, Skandinavien, Afrika und Japan. 2008 war er Mitglied der Juan les Pins All Stars. Mit seiner eigenen Gruppe legte er seit 2000 vier Alben vor. 
Lippi wurde zudem von Sophie Alour, Patricia Bonner, Jérome Etcheberry, Mikiko Ishiuchi, Éric Legnini, Florin Niculescu, Clotilde Rullaud, Sweet System und Samy Thiébault zu Plattenaufnahmen geholt, von David Lynch zur Filmmusik von Inland Empire. Mit dem Vintage Orchestra ist er auf den Alben Thad und Weatherman zu hören; auch war er Mitglied des Fabien Mary Octet und der Keystone Big Band. 
2020 wurde Lippi mit dem Prix Django Reinhardt ausgezeichnet.

## Diskographische Hinweise
- Live à Yport, 2000.
- Who Cares (Elabeth 2008, mit Florent Gac, Mourad Benhammou)
- Up Through the Years (Black And Blue 2014, mit Alain Jean-Marie, Sylvain Romano, Mourad Benhammou)
- Comfort Zone (Gaya Music Production 2019, mit Fred Nardin, Ben Wolfe, Donald Edwards)[2]